# Mollinedia maxima
Mollinedia maxima är en tvåhjärtbladig växtart som beskrevs av J.F.Morales & Grayum. Mollinedia maxima ingår i släktet Mollinedia och familjen Monimiaceae. Inga underarter finns listade i Catalogue of Life.